# Romanivka, Berșad
Romanivka (în ucraineană Романівка) este un sat în comuna Mîhailivka din raionul Berșad, regiunea Vinnița, Ucraina.

## Demografie
Componența lingvistică a localității Romanivka
     Ucraineană (98,66%)
     Alte limbi (1,33%)
Conform recensământului din 2001, majoritatea populației localității Romanivka era vorbitoare de ucraineană (98,66%), existând în minoritate și vorbitori de alte limbi.